# Guerrer àguila

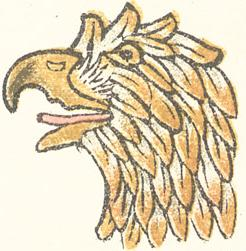
Imatge de cuauhtli, tòtem del cuauhpilli (guerrer àguila)

Els cuāuhpipiltin (en singular cuāuhpilli, 'noble àguila' en nàhuatl clàssic), també anomenats guerrers àguiles, foren una classe especial de guerrers en la milícia mexica que, al costat dels guerrers jaguar o ocēlōpipiltin, componien primordialment les elits guerreres de l'antic Imperi asteca.
Els cuāuhpipiltin eren els únics dins de la societat guerrera asteca que no estaven restringits per drets de noblesa, i els més comuns com els macehuals (la classe més baixa dins de la societat asteca) hi podien ser admesos.

## Educació

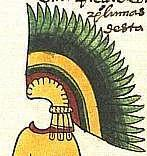
El quetzalpatzactli es reservava al guerrer àguila provinent de la noblesa

Com a part de la seua educació, qualsevol jove mexica (macehualli) havia d'aprendre els mètodes de guerra i l'ús d'armaments a l'escola (telpochcalli), però només els que mostraven agudesa mental i destresa podien avançar al nivell següent o escola per a nobles, la calmecac, i així aprendre administració imperial i com governar, fins a arribar al rang de guerrer àguila.
Fins a l'edat de catorze anys, l'educació dels fills estava a càrrec dels pares, però supervisada per les autoritats dels seus respectiu Calpulli (l'equivalent a un ajuntament).
Així, periòdicament, aquests joves macehualtin (literalment, 'treballadors': podien ser comerciants, vianants, constructors...) havien d'anar a les escoles temple (calmécac) locals, per fer proves d'aprenentatge i veure el seu progrés en l'art de la guerra i altres coneixements.

## Ritu de pas
El ritu de pas del jove asteca per a l'edat acceptada com a adult consistia que havia de capturar el seu primer presoner de guerra, generalment era molt semblant a la prova dels guerrers jaguar (ocēlōpilli), que havien de capturar en una batalla almenys 6 presoners, només així podien obtenir el títol de cuāuhpilli (guerrer àguila).

## Abillament
La vestimenta del guerrer àguila variava segons el rang i el context d'ús, cerimonial o militar, però generalment representava el coratge i la força física que se suposa que desplegava en el camp de batalla.
Els escuts també representaven el rang en la milícia: eren colorits i coberts de plomes. A la cama el guerrer duia una banda de pell, i per cobrir el cap portava un elm esculpit de fusta, normalment de caoba, que representava un animal, un cap d'àguila amb plomes: les plomes variaven segons la classe.

## Armament i tàctiques
Els guerrers usaven diferents armes, algunes n'eren l'atlatl (llançadards), arc i fletxa, macuahuitl i alguns tipus de dagues d'obsidiana.
L'arma principal dels mexiques era el macuahuitl, una espècie de maça de fusta amb navalles d'obsidiana incrustades, molt esmolades, que es desgastaven o clivellaven fàcilment. També usaven una cuirassa lleugera de cuir que cobria només el pit d'acord amb el clima de l'època.
La tàctica característica del guerrer àguila consistia en una incusió ràpida i estratègica als assentaments o campaments enemics, en grups separats, dels quals es desprenia un contingent de forces especials. Segons lluitara, podia obtenir diferents recompenses, com un títol de noblesa; aquests guerrers vivien a prop del temple Major, on tenien la caserna i cambres especials; era en aquest lloc i al recinte principal del temple Major on rebien l'entrenament. Els presoners que capturaren eren sacrificats als déus.